# Gianni Zagatti
Gianni Zagatti, né le 10 janvier 1936, à Ferrare, en Italie, est un ancien joueur italien de basket-ball. 